# Caryodaphnopsis tonkinensis
Caryodaphnopsis tonkinensis är en lagerväxtart som först beskrevs av Paul Lecomte, och fick sitt nu gällande namn av Airy Shaw. Caryodaphnopsis tonkinensis ingår i släktet Caryodaphnopsis och familjen lagerväxter. Inga underarter finns listade i Catalogue of Life.